# Fiat 508F
Le Fiat 508 F Balilla est un véhicule utilitaire dérivé de la voiture Fiat 508 Balilla produit durant les années 1932 et 1941, souvent aussi surnommé « Pigmeo ». Il remplaçait le précédent modèle Fiat 507F lancé en 1927.
Ce véhicule comportait une nouveauté importante pour l'époque : pare-brise d'un seul tenant alors que les autres modèles concurrents avaient un montant central, et des essuie-glaces électriques dont la cadence variait avec la vitesse du véhicule. Il fut proposé en plusieurs versions :
- fourgonnette avec une carrosserie entièrement en acier. Les dimensions utiles intérieures étaient de 1 185 mm de long par 1 180 mm de large, avec un plancher à seulement 49 cm du sol. La charge utile était de 320 kg pour un poids à vide de 695 kg.
- camionnette avec un plateau en bois, avec les mêmes dimensions utiles que la fourgonnette. La charge utile était de 380 kg car le poids à vide était de 635 kg.
- en châssis cabine ou en châssis nu destiné aux carrossiers spécialisés pour des utilisations en fourgonnettes type pickup ou fourgons fermés et en autobus d'une capacité de 20 places comme Orlandi.

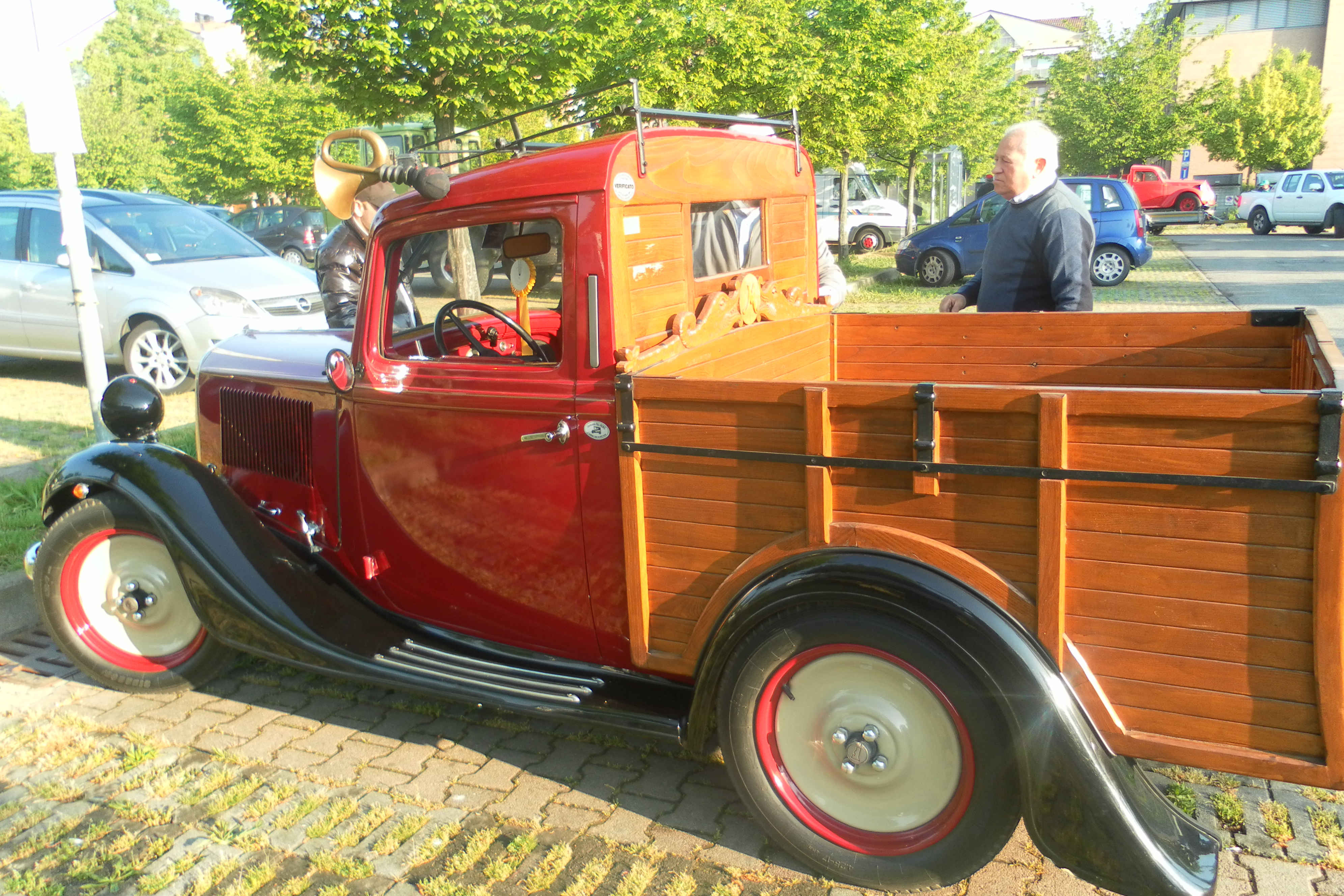
Plateau bois du Fiat 508 F camionnette

Une version militaire Fiat 508 M et une coloniale 508 Col ont été fabriquées durant les années 1932 à 1937 sur ces mêmes bases. La version coloniale avait des pneumatiques de taille 5.00 × 16.

## Les différentes séries
Comme la berline 508 Balilla, le modèle commercial a évolué avec les années.

### Balilla 508 «A»
Ce premier modèle était équipé du moteur Fiat type 108 de 995 cm3 développant 20 ch, accouplé à une boîte de vitesses à 3 rapports avant et marche arrière. Sa carrosserie se distinguait par une calandre carrée et verticale. (cf. photo du haut). Il sera fabriqué en 1932 et 1933. Les pneumatiques étaient des 4,25 × 17 au lieu des 4,00 × 17 de la berline.

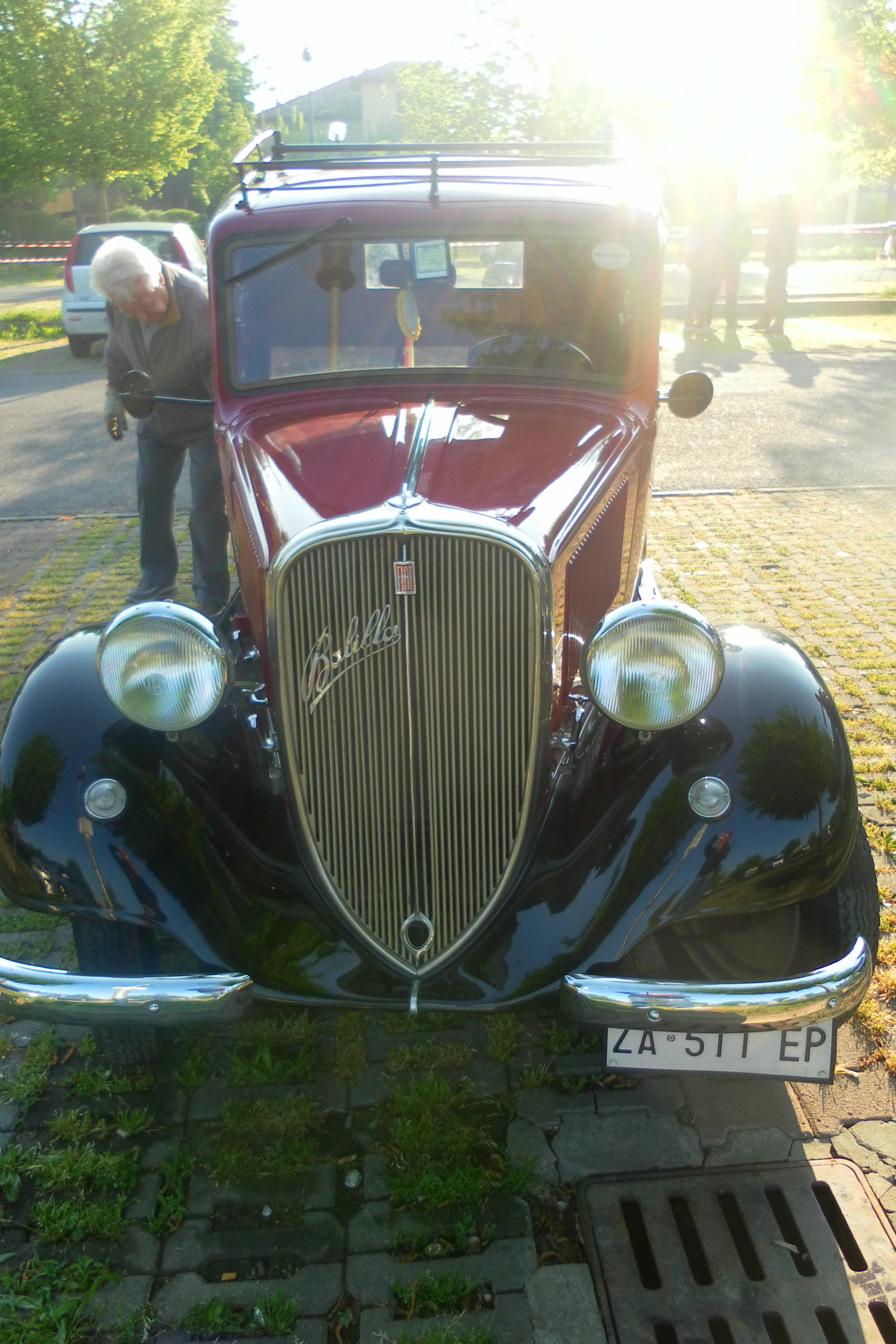
Calandre Fiat 508 Balilla série "B"

### Balilla 508 «B»
Présentée au Salon de l'automobile de Milan en avril 1933, la 508 « B » a subi quelques modifications à la demande de nombre de clients. Cela concerne la puissance du moteur qui passe de 20 à 24 ch, la calandre est en forme d'écusson et toute la carrosserie est plus aérodynamique. La charge utile et les dimensions n'ont pas changé.

### Balilla 508 «L»
C'est la dernière évolution de la 508 Balilla, lancée en 1938. Elle bénéficie du nouveau moteur Fiat type 108L de 1 089 cm3 développant une puissance maxi de 30 ch DIN. Ce moteur sera un exemple de robustesse et de fiabilité. Il sera utilisé dans des dizaines de modèles différents comme la gamme Simca Aronde, les Premier Padmini restées en production jusqu'en 1999, les Fiat-NSU.
La fabrication de la gamme des véhicules utilitaires et commerciaux « Fiat 508F » prendra fin en 1941 avec l'apparition de la Fiat 1100 1re série et les modèles utilitaires dérivés, les Fiat 1100F fourgon, puis L, ALR et BLR qui seront produits à partir de 1941.

## Caractéristiques techniques
| Modèle        | Type                        | Années de production | Type moteur | Cylindrée         | Puissance            | PTC    |
| ------------- | --------------------------- | -------------------- | ----------- | ----------------- | -------------------- | ------ |
| Fiat 505F     | Fourgonnette, Châssis nu    | 1923 - 1926          | Fiat 105    | 2 296 cm3 essence | 33 ch                | 1,2 t  |
| Fiat 507F     | Fourgonnette, Châssis nu    | 1926 - 1928          | Fiat 107    | 2 296 cm3 essence | 35 ch                | 1,2 t  |
| Fiat 508"A" F | Fourgon, pickup, Châssis nu | 1932 - 1933          | Fiat 108    | 995 cm3 essence   | 20 ch                | 1,0 t  |
| Fiat 508"B" F | Fourgon, pickup, Châssis nu | 1933 - 1937          | Fiat 108    | 995 cm3 essence   | 24 ch                | 1,0 t  |
| Fiat 508"C" L | Fourgon, pickup, Châssis nu | 1938 - 1941          | Fiat 108L   | 1 089 cm3 essence | 30 ch                | 1,67 t |
| Fiat 603      | Camion, Châssis / Autobus   | 1925 - 1929          | Fiat 107    | 2 296 cm3 essence | 35 ch à 2 600 tr/min | 4,4 t  |
| Fiat 603 S    | Autobus                     | 1925 - 1926          | Fiat 112    | 3 446 cm3         | 46 ch                | 6,0 t  |

Note : À cette époque, les versions militaires différaient très peu des versions civiles.